# NGC 2866
NGC 2866 je otvoreni skup u zviježđu Jedru.

## Vanjske poveznice
- SEDS: NGC 2866